# Roques de Anaga
Roques de Anaga är två klippor i Spanien.   De ligger utanför Teneriffas nordöstra kust i provinsen Provincia de Santa Cruz de Tenerife och regionen Kanarieöarna. Närmaste större samhälle är Santa Cruz de Tenerife, 17 km sydväst om Roques de Anaga. Klippan närmast fastlandet, Roque de Tierra, är 179 meter hög och den längre ut, Roque de Fuera, är 66 meter hög. Klipporna är en viktig häckningsplats för fåglar.